# Giuseppe Ottavio Pitoni
Giuseppe Ottavio Pitoni (født 18. marts 1657 i Rieti, død 1. februar 1743 i Rom) var en italiensk komponist.
Pitoni fik sin uddannelse i Rom, hvor han også var kapelmester i flere af kirkerne (blandt andre San Marco og Peterskirken). Han var hovedrepræsentanten for den senere romerske skole, der bunder i Palestrina-stilens a cappella sang. Med sin tidsalders smag for det pragtfulde og farverige anvendte Pitoni i sine værker gerne flere kor, idet han udvidede stemmeantallet til 12 og 16, ja indtil 36 stemmer. I Proskes Musica divina er enkelte stykker af Pitoni gengivne. Blandt hans elever befandt sig komponister som Durante, Leo og Feo.